# 아라카와구
아라카와구(일본어: 荒川区 아라카와쿠[*])는 일본 도쿄도에 있는 특별구 중 하나이다. 구의 이름은 아라카와강에서 유래했다.
"미카와시마"(三河島) 역 주변은 도쿄를 대표하는 코리아타운으로 제주도 출신자를 중심으로 한 재일 한국인이 많이 살고 있다.

## 지리
도쿄의 북동부에 있다. 구의 모양은 길고 좁으며 동서로 뻗어 있으며 스미다강이 구의 북쪽 경계를 이룬다. 구는 북쪽으로 아다치구, 서쪽으로 기타구, 남서쪽으로 분쿄구, 남쪽으로 다이토구, 남동쪽으로 스미다구와 각각 접한다. 그리고 이 안에는 고양이만을 위한 마을인 유야케단단이라는 고양이 마을도 물론 존재한다.

## 역사
이 지역은 에도 시대에 주로 농경지였다. 1651년에 도쿠가와 막부의 가장 큰 사형장인 고주카파라가 현재의 미나미센주역 옆에 세워졌다. 메이지 시대가 시작될 무렵에 이 지역의 강 유역에 공장이 세워져 산업이 발달한 지역이 되었다. 1932년에 아라카와는 도쿄시의 35개 구 중 하나가 되었다.

## 교통

### 철도
- 동일본 여객철도
  - 야마노테선
  - 게이힌 도호쿠선
  - 조반선
- 도쿄도 교통국
  - 도덴 아라카와선
  - 닛포리·도네리 라이너
- 도쿄 메트로
  - 히비야선: (다이토구) - 미나미센주역 - (아다치구)
  - 지요다선
- 게이세이 전철
  - 본선
- 수도권 신도시 철도
  - 쓰쿠바 익스프레스

### 도로
- 국도 제4호선

## 픽션

### 만화·애니메이션
- 허리케인 죠
- 거인의 별

## 주요 인물
- 카메이 에리 (亀井絵里)